# Vuelo 331 de Aeroflot
El vuelo 331 de Aeroflot fue un vuelo internacional de pasajeros operado por dicha aerolínea en un Ilyushin Il-62M, el cual se estrelló el 27 de mayo de 1977 a aproximadamente 1 km (0,6 mi) del aeropuerto Internacional José Martí, en La Habana, Cuba. El accidente se produjo después de que el avión chocara contra unas líneas eléctricas en su aproximación final al aeropuerto durante un evento de mal tiempo. La aeronave intentaba realizar un aterrizaje de emergencia debido a un incendio en uno de sus motores. Sólo dos de los 69 ocupantes a bordo sobrevivieron. Se determinó que la causa del accidente fue un error del piloto.

## Aeronave
La aeronave involucrada era un Ilyushin Il-62 M, registrado como CCCP-86614 y operado por la Dirección de Aviación Civil Internacional de Aeroflot. Al momento del accidente, la aeronave contaba con 5549 horas de vuelo y 1144 ciclos de uso. El avión fue entregado a Aeroflot en 1975. 

## Accidente
A las 03:32 UTC, el vuelo 331 despegó del aeropuerto de Lisboa y ascendió a 35 000 pies (10 668 m). Mientras se aproximaba a La Habana, la tripulación informó haber visto lecturas falsas de altitud y de la presión del aire. Luego se les concedió permiso para descender de 35 000 a 15 000 pies (10 668 a 4572,0 m), seguido de un descenso a 3000 pies (914 m). En ese momento había cúmulos y la visibilidad era de 8 kilómetros (5 mi; 4,3 nmi) con una densa niebla a 40 metros (131,2 pies), la presión atmosférica era 758 mmHg (0,997 atm) y la temperatura era 21 grados Celsius (69,8 °F). A las 8:45:28 (12:45:28 UTC) hora local, todavía a 1270 metros (1 km; 1 mi) de la pista, la tripulación divisó cuatro líneas eléctricas de 28 metros (91,9 pies) de altura, e intentó evitarlos levantando el morro. Sin embargo, a unos 23-25 metros (75,5-82,0 pies), cortaron las cuatro líneas, cortando el estabilizador y cortando los flaps del ala exterior derecha. El daño provocó que la aeronave realizara un giro brusco de 70° grados hacia la derecha durante los tres segundos siguientes. Luego, el avión golpeó el suelo con el ala derecha y el morro, y luego se incendió, destruyéndolo. Sólo quedó la sección de la cola.
Los dos únicos supervivientes del accidente fueron una mujer de la Alemania Occidental y un hombre soviético. Una de las víctimas fue José Carlos Schwarz, poeta y músico de Guinea-Bisáu.

## Pasajeros y tripulación
El vuelo de originado en el aeropuerto Internacional de Moscú-Sheremétievo, con escalas en los aeropeurtos de Fráncort del Meno en Alemania y de Lisboa, Portugal. En la escala de Lisboa una nueva tripulación tomó el mando del avión. La tripulación de cinco hombres estaba formada por el capitán Viktor Orlov, el copiloto Vasily Shevelev, el navegante Anatoly Vorobyov, el ingeniero de vuelo Yuri Suslov y el operador de radio Evgeniy Pankov. En el avión se encontraban cinco azafatas.
| Nacionalidad        | Pasajeros | Tripulación | Total |
| ------------------- | --------- | ----------- | ----- |
| Unión Soviética     | 28        | 10          | 38    |
| Reino Unido         | 12        | 0           | 12    |
| Cuba                | 8         | 0           | 8     |
| Suecia              | 3         | 0           | 3     |
| Australia           | 2         | 0           | 2     |
| Guinea-Bisáu        | 2         | 0           | 2     |
| Alemania occidental | 2         | 0           | 2     |
| México              | 1         | 0           | 1     |
| Países Bajos        | 1         | 0           | 1     |
| Total               | 59        | 10          | 69    |

## Investigación
La investigación reveló graves errores cometidos por la tripulación en los últimos momentos del vuelo. La causa principal del accidente fue una flagrante violación del procedimiento de aproximación, errores en el cálculo de la altitud que dieron lugar a lecturas de altitud incorrectas que provocaron un descenso prematuro y el intento de la tripulación de realizar una aproximación visual en medio de una densa niebla. También se citó el uso incorrecto del radioaltímetro por parte de la tripulación.